# Polska Partia Przyjaciół Piwa
De Poolse Partij van Vrienden van het Bier (PPPP) (Pools: Polska Partia Przyjaciół Piwa) was een satirische Poolse politieke partij, opgericht in 1990 door de acteur en satiricus Janusz Rewiński. 
Oorspronkelijk was de partij opgericht om het bierdrinken in pubs in Engelse stijl te propageren in plaats van het drinken van wodka om zo het alcoholisme te bestrijden. Hoewel de partij begon als een grap, ontwikkelden de leden allengs een ernstig platform. Bovendien was de idee van een politieke discussie over de etablissementen die kwaliteitsbier serveerden een symbool van de vrijheid van vereniging en meningsuiting, intellectuele tolerantie en een hogere levensstandaard.
De humoristische naam en de ontevredenheid met de democratisering zorgden ervoor dat heel wat Polen op de partij stemden. De partij behaalde daardoor bij de parlementsverkiezingen in 1991 16 zetels (3,27%) in de Sejm, met als leus "misschien wordt het niet beter, maar het wordt zeker leuker".
Al snel viel de fractie door interne onenigheid uiteen in twee groepen: Groot Bier (13 leden) en Klein Bier (3 leden). De eerste groep vormde een fractie onder de veel minder satirische naam Pools Economisch Programma, die op haar beurt in de jaren 1992-1993 een gezamenlijke fractie vormde met het Liberaal-Democratisch Congres (KLD) onder de naam Pools Liberaal Programma. Deze steunde de regering van Hanna Suchocka en de PPPP leverde één minister, Zbigniew Eysmont. Van de tweede groep stapte de vicevoorzitter van de PPPP, Adam Halber over naar de Alliantie van Democratisch Links, terwijl de resterende tweede leden een fractie vormden onder de naam Partij van Gepensioneerden en Arbeidsongeschikten "Hoop" (Partia Emerytów i Rencistów "Nadzieja").
Bij de parlementsverkiezingen van 1993 behaalde de PPPP onder leiding van Leszek Bubel nog slechts 0,05% van de stemmen. Dit slechte resultaat was vooral te wijten aan het feit dat bijna alle parlementariërs inmiddels op lijsten van andere partijen stonden, met name het KLD en Samoobrona. In hetzelfde jaar nog werd de partij ontbonden.
Sindsdien heeft Leszek Bubel twee keer zonder succes meegedaan aan de presidentsverkiezingen van 1995 en 2005. Tegenwoordig staat hij aan het hoofd van de extreemrechtse Poolse Nationale Partij.